# Erste Group
O Erste Group Bank AG (Erste Group) é um dos maiores provedores de serviços financeiros da Europa Central e Oriental, atendendo 15,7 milhões de clientes em mais de 2.700 agências em sete países.

## História
O Grupo Erste foi fundado em 1819 como Erste österreichische Spar-Casse em Leopoldstadt, um subúrbio de Viena. Após o fim do comunismo, a empresa iniciou uma forte expansão na Europa Central e Oriental e em 2008 havia adquirido 10 bancos. Em 1997, tornou-se pública e hoje a empresa está listada nas bolsas de Viena, Praga e Bucareste e incluída nos índices CEETX, ATX e PX.
Em 9 de agosto de 2008, o antigo Erste Bank Oesterreich foi dividido na recém-criada holding Erste Group Bank AG e na subsidiária Erste Bank der österreichischen Sparkassen AG; as subsidiárias estrangeiras foram assumidas pela nova holding. O Grupo Erste agora inclui todas as empresas do Grupo.
A abertura de capital em Viena, em 1997, foi realizada pelo então Erste Bank (ver link), que também era a instituição que realizou mais aumentos de capital até 2006, além de um desdobramento de ações. Algumas dessas transações foram as maiores do gênero já realizadas em Viena como centro financeiro. O capital gerado por essas transações foi utilizado para financiar aquisições. Em 18 de julho de 2013, o Grupo Erste concluiu com êxito um aumento de capital no valor de 660,6 milhões de euros. As ações do Grupo Erste estão listadas nas bolsas de valores de Viena, Praga e Bucareste. O Erste Group Bank AG é o componente com maior peso no índice de ações "ATX", que rastreia as ações blue-chip negociadas na Bolsa de Valores de Viena. (25 de junho de 2018)
Em 2017, o Grupo Erste recebeu o prêmio "Melhor Banco da Europa Central e Oriental" da Euromoney. Nesse ano, a publicação também nomeou os bancos subsidiários do Grupo Erste na Áustria, República Tcheca e Montenegro "Melhor Banco" em seus respectivos mercados, enquanto homenageou a subsidiária do Grupo Banca Comerciala Romana (BCR) na Romênia como "Melhor Transformação Bancária no Centro e Leste" Europa".
Em um ranking da Forbes Magazine das maiores empresas de ações do mundo em 2013, o Erste Group Bank ficou em 672º lugar e foi o terceiro entre as empresas austríacas.

## Expansão para a Europa Central e Oriental desde 1997
Após a reestruturação e a abertura de capital, o Erste Bank - na época a organização uniforme - iniciou sua estratégia de expansão para a Europa Central e Oriental. A primeira aquisição foi o Mezőbank húngaro em 1997. Após realizar outro aumento de capital, a expansão continuou. Em 2000, foram adquiridas participações maioritárias na República Checa Česká spořitelna e na Eslovaca Slovenská sporiteľňa.
Também em 2000, três pequenos bancos croatas foram fundidos para criar o Erste & Steiermärkische Bank dd, após sua aquisição em 1997 pelo Erste Bank e pelo Steiermärkische Bank e Sparkassen AG.
Em 2003, o Riječka banka foi fundido com o Erste & Steiermärkische Bank. A participação da Erste nessas subsidiárias é de 55,1% desde então.
A aquisição de 61,88% no Banca Comercial Română SA (BCR), o maior banco romeno com 2,8 milhões de clientes e 12.000 funcionários, por 3,751 bilhões de euros em 2005, foi o maior investimento estrangeiro direto já realizado por uma empresa austríaca. O número de funcionários no final de 2008 era de 9.985.
Em julho de 2005, o Erste Bank assinou o contrato de compra para a aquisição de 83,28% das ações da Novosadska banka ad, Novi Sad, da República da Sérvia. Com a aquisição do banco, o Erste Bank entrou no mercado sérvio, o que promete um enorme potencial de crescimento.
Em 2007, a Erste adquiriu 100% do Bank Prestige na Ucrânia, seu primeiro empreendimento comercial no país. Em abril de 2013, o Grupo Erste vendeu sua subsidiária ucraniana por cerca de 63 milhões de euros aos proprietários do Fidobank ucraniano. A venda estava de acordo com a estratégia do Grupo Erste de se concentrar nos negócios de varejo na parte oriental da União Europeia. A Ucrânia se distanciou politicamente da UE nos últimos anos e, portanto, não se enquadra mais na estratégia do grupo bancário.
Em 2008, os negócios estrangeiros do Erste Bank foram transferidos para o recém-fundado Grupo Erste.
| Aquisições bancárias na Europa Central e Oriental desde 1997 |                                                                 |            |                     |                             | |
| Ano                                                          | Banco                                                           | País       | Compartilhar (hoje) | Preço (em milhões de euros) | Comentários |
| 1997                                                         | Mezőbank                                                        | Hungria    | 100,00%             | n / D                       | Opera a quinta maior rede subsidiária da Hungria; em 1998, foi renomeado para Erste Bank Hungary, 2003, consolidado com o Postabank |
| 2000                                                         | Česká spořitelna                                                | Chéquia    | 99%                 | 530                         | Maior banco privado da República Tcheca; 2000: 52,07% adquiridos                                                                    |
| 2000                                                         | Slovenská sporiteľňa                                            | Eslováquia | 100,00%             | 425                         | 2000: aquisição de 67,2%; 2005: opção de compra exercida por 19,99% adicionais, posteriormente, aquisição de 100%                   |
| 1997– 2002                                                   | Bjelovarska banka Trgovačka banka Čakovečka banka Riječka banka | Croácia    | 69,3%               | n / D                       | Erste & Steiermärkischen Bank dd, terceiro maior banco da Croácia                                                                   |
| 2005                                                         | Novosadska banka                                                | Sérvia     | 80,5%               | n / D                       | |
| 2005                                                         | Banca Comercială Română                                         | Roménia    | 93,6%               | 3.751                       | Maior banco da Romênia |
| 2007                                                         | Bank Prestige                                                   | Ucrânia    | 0%                  | 79,4                        | Vendido ao Fidobank em abril de 2013                                                                                                |
| 2009                                                         | Banco de Oportunidades                                          | Montenegro | 100%                |                             | Renomeado para Erste Bank AD Podgorica                                                                                              |
| 2018                                                         | Erste                                                           | Alemanha   | n / D               | n / D                       | |
| 2018                                                         | Erste Securities Polska                                         | Polónia    | n / D               | n / D                       | |

### Subsidiárias na Europa Central e Oriental
A holding Erste Group Bank AG opera bancos locais em sete países da Europa Central e Oriental:
- Áustria: Erste Bank der oesterreichischen Sparkassen AG
- República Checa: Česká spořitelna as
- Eslováquia: Slovenská sporiteľňa
- Montenegro: Erste Bank Montenegro
- Hungria: Erste Bank Hungary Zrt.
- Croácia: Erste & Steiermärkische Bank dd
- Sérvia: Erste Bank ad Novi Sad
- Romênia: Banca Comercială Română
- Eslovênia Banka Sparkasse dd
- Alemanha: Erste
- Polônia: Erste Securities Polska

### Efeitos da crise financeira
Em outubro de 2011, afirmou que esperava uma perda de até 1,1 bilhão de euros no ano inteiro, depois de fazer baixas contábeis e provisões de 1,6 bilhões de euros. Esta seria sua primeira perda desde pelo menos 1988. A empresa disse que as baixas contábeis se devem à intervenção do governo na Hungria, onde é forçada a sofrer perdas nas hipotecas do franco suíço e a uma recuperação mais lenta do que o esperado na Romênia. Também atrasará um plano de pagamento de parte dos auxílios estatais recebidos em 2009. Em agosto de 2013, o Erste Group Bank AG foi o primeiro banco austríaco a reembolsar integralmente o capital de participação de 1,76 bilhão de euros emitido em 2009, que consistia em EUR 1,22 bilhão da República da Áustria e 540 milhões de euros de investidores privados. Entre 2009 e 2012, a República da Áustria recebeu do Erste Group pagamentos de dividendos anuais de 98 milhões de euros e investidores privados de 43 milhões de euros. Incluindo o dividendo pro rata de 2013 que foi pago em junho de 2014 após a resolução correspondente ser aprovada pela assembléia geral ordinária, a República da Áustria recebeu 448 milhões de euros e investidores privados 198 milhões de euros em dividendos.
Durante o teste de estresse de 2014 (finanças) da Autoridade Bancária Europeia (EBA), o índice de patrimônio do Erste Group Bank AG atingiu 11,2% no cenário normal e 7,6% no cenário negativo, para que o Grupo Erste passasse no teste de estresse conforme o esperado. No final do ano de 2015, o Grupo Erste obteve um lucro líquido de 968,2 milhões de EUR, um crescimento de 4,2% nos empréstimos e um rácio CET 1 de 12,3%.

### Online Banking George
Em janeiro de 2015, a Erste lançou sua plataforma de banco digital "George" na Áustria. George foi lançado na Eslováquia, na República Tcheca e na Romênia em 2018. Segundo o Erste Group, havia aproximadamente 4 milhões de usuários de George nesses quatro mercados até o final de 2018.

### Sede da Erste Campus
Na primavera de 2016, 4.500 funcionários do Erste Group, do Erste Bank Oesterreich e suas subsidiárias em Viena se mudaram para sua nova sede "Erste Campus". A pedra angular foi lançada em 26 de junho de 2012. A sede está localizada na área da antiga Südbahnhof e é o primeiro complexo de edifícios do "Quartier Belvedere" a ser concluído. Quando terminar, o novo distrito será uma mistura de edifícios, apartamentos, parques, espaços culturais, lojas e restaurantes da empresa.

## Oferta pública inicial, aumento de capital, aquisições

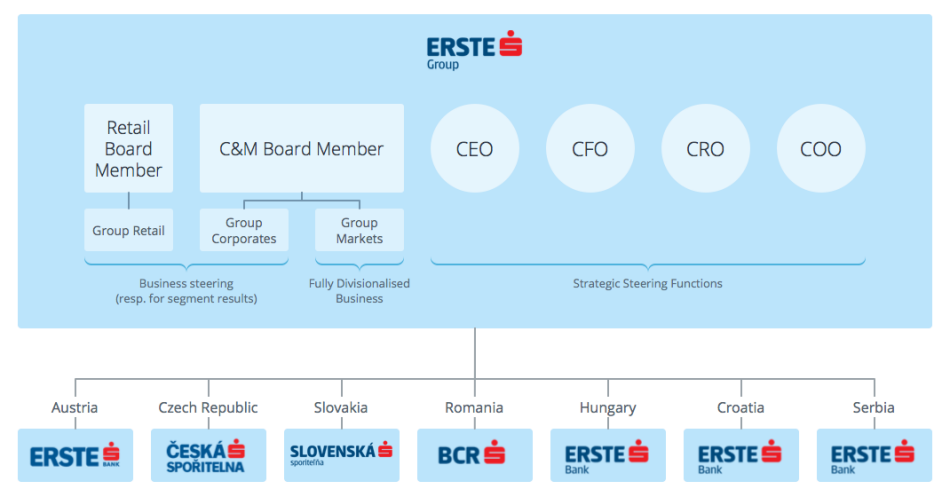
Estrutura do Grupo Erste

A oferta pública inicial foi realizada em Viena em 1997 pela organização - no momento uniforme - Erste Bank, que também realizou mais aumentos de capital até 2006 e um desdobramento de ações. Algumas dessas transações foram as maiores de seu tipo no mercado financeiro de Viena. O capital captado foi utilizado para aquisições financiadas. Em 18 de julho de 2013, o Grupo Erste concluiu com êxito um aumento de capital de 660,6 milhões de EUR. A ação do Grupo Erste está listada nas bolsas de valores de Viena, Praga e Bucareste.

## Acionistas

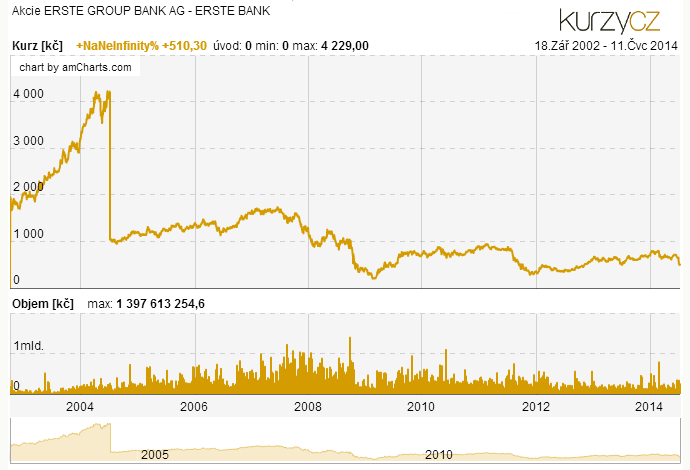
Aktie ERSTE GROUP BANK preise gráfico

A partir de 30 de junho de 2016, os acionistas eram:
- 19,5% ERSTE Foundation direta e indireta
- 9,9% Critérios Caixa Corp, SA
- 5,0% Investidores de varejo Áustria
- 4,6% Harbor Int. Fund
- 0,9% Funcionários
- 45,1% Investidores institucionais
- 15,0% Não Identificado (investidores institucionais e de varejo internacionais)

Flutuação livre: 70,6%